# J. Donald Cameron
J. Donald Cameron (Middletown, 1833. május 14. – Lancaster megye, 1918. augusztus 30.) az Amerikai Egyesült Államok szenátora (Pennsylvania, 1877–1897).